# Округ Модок (Калифорнија)
Модок (енгл. Modoc County) је округ у америчкој савезној држави Калифорнија.

## Демографија
По попису из 2010. године број становника је 9.686, што је 237 (2,5%) становника више него 2000. године.
| Група             | 2000.         | 2010.         |
| Белци             | 7.663 (81,1%) | 7.649 (79,0%) |
| Афроамериканци    | 65 (0,7%)     | 82 (0,8%)     |
| Азијати           | 58 (0,6%)     | 78 (0,8%)     |
| Хиспаноамериканци | 1.088 (11,5%) | 1.342 (13,9%) |
| Укупно            | 9.449         | 9.686         |